# Power Up (Big Band)
Power Up es una big band argentina formada en 2012 por Mariano Power y dedicada a reversionar bandas sonoras de juegos, series y películas.
En la actualidad la agrupación realiza funciones en importantes escenarios de índole nacional como lo es el Teatro Colón, pero sus conciertos cobraron también alcancé a nivel internacional.

## Historia
Al finalizar sus estudios formales como músico profesional de Saxofón, Mariano Power forma el proyecto bajo influencia de grandes ídolos de big band y orquesta. Entre ellos VGL. Pero le daría su impronta al hacer lo que algunos aseguran que es "la primera orquesta latinoamericana dedicada al género (series y videojuegos)".
Desde 2012 en adelante Power Up tocaría en ámbitos relacionados compartiendo escenario hasta conseguir al poco tiempo realizar sus propias funciones en teatros apropiados.

## Discografía
| Álbum                 | Año  |
| --------------------- | ---- |
| Stage 1               | 2017 |
| Los héroes del tiempo | 2017 |
| Live from the T Spot  | 2017 |

## Funciones y Giras
- Symphonic Experience: Teatro Colón[1][5]

- AniPower: Teatro Nescafe de las Artes (Santiago de Chile), Teatro Coliseo (Buenos Aires), Vorterix (Rosario), Krakovia (Córdoba)[2][6][7][8][9]

- Games in Concert: Teatro Coliseo[10][11]

- Fantasy Power en concierto: Teatro Coliseo[11]

- Dragon Power: Teatro Coliseo, Teatro ND[12][13]

Compartieron escenario con Katherine Jenkins, Lila Downs y Café Tacvba además de participar con Alejandro Lerner y Juanes.
Para Games in Concert se realizó un aviso publicitario en el que invita a la audiencia Jerry Martin , compositor de la banda sonora de Los Sims.

## Miembros
La formación inicial se modificó varias veces con el correr de los años, pero la actual está conformada por Mariano Power como Director / Saxo Alto 1, Flavia como Vocalista